# Luis Belló
Luis Belló Martínez (Cieza, 1929. január 7. – Zaragoza, 2021. október 3.) spanyol labdarúgó, középpályás, edző.

## Pályafutása

### Játékosként
Belló labdarúgó-pályafutását szülővárosában, a CD Cieza csapatában kezdte el. A spanyol élvonalban 1950 és 1953 között a Real Zaragoza, 1954 és 1956 között pedig a Hércules csapataiban futballozott. 1958-ban visszatért a CD Cieza csapatához, valamint futballozott még az Amistad Zaragoza csapatában is.

### Edzőként
1961 és 1965 között Belló korábbi csapata, a Real Zaragoza sportigazgatójaként foglalkozott. 1964 májusában Antoni Ramallets vezetőedző menesztése után ő vette át a zaragozai csapat irányítását, és a klubbal június 21-én előbb a Valencia elleni döntőben a Vásárvárosok kupája serleget, július 5-én pedig az Atlético de Madrid elleni döntőben a spanyol kupa trófeáját is elhódította. Az 1965-1966-os szezonban Belló a Hércules vezetőedzője volt; az idény végén a másodosztály déli csoportját megnyerve feljuttatta a csapatot az élvonalba. A másodosztályban az 1966-1967-es idényben a Real Betis, 1967 és 1968 között pedig a Castellón csapatát edzette. Az 1968-1969-es idényben a Pontevedra csapatával a tizenkettedik helyen végzett a spanyol élvonalban, majd az idény végén aláírt a másodosztályú Real Murcia csapatához, nem sokkal utána pedig felhagyott edzői pályafutásával. Belló 2021. október 3-án hunyt el Zaragozában.

## Sikerei, díjai

### Edzőként
- Real Zaragoza
- Vásárvárosok kupája győztes: 1963–1964
- Spanyol kupagyőztes: 1963–1964